# 福里斯特維爾 (紐約州)
福里斯特維爾（英語：Forestville）是位於美國紐約州學托擴縣的普查規定居民點。

## 人口
根據2020年美國人口普查的數據，福里斯特維爾的面積為2.73平方千米，皆為陸地。當地共有人口704人，而人口密度為每平方千米257.88人。